# Place Piotr-Szembek
 (juillet 2018).
La place Piotr-Szembek (polonais : Plac Piotra Szembeka) est une place située dans l'arrondissement de Praga-Południe à Varsovie.